# Канниццаро, Станислао
Станислао Канницца́ро (итал. Stanislao Cannizzaro; 13 июля 1826, Палермо — 10 мая 1910, Рим) — итальянский химик, один из основателей атомно-молекулярного учения. Внёс значительный вклад в развитие органической химии.
Член Национальной академии деи Линчеи (1873), иностранный член Лондонского королевского общества (1889), член-корреспондент Петербургской академии наук (1889), Парижской академии наук (1894).

## Биография
Медицинское образование получил в университетах Палермо (1841—1845) и Пизы (1846—1848). Участвовал в народном восстании на Сицилии, после подавления которого был осуждён на смертную казнь, и в 1849 году эмигрировал во Францию. В Италию вернулся в 1851 году и стал профессором химии Национального колледжа в Александрии (Пьемонт); впоследствии преподавал химию в Генуэзском университете (1856—1861). Затем, когда в 1860 году он смог вернуться на родину вместе с отрядом гарибальдийцев, преподавал в университете Палермо (1861—1871). После этого Канниццаро отправился преподавать в Римском университете (1871—1910). В 1871 году был избран в Сенат, позднее стал вице-президентом. Как член совета народного просвещения курировал научное образование в Италии. В 1891 году Лондонское королевское общество наградило Канниццаро медалью Копли.
Канниццаро выполнил ряд важных исследований в области органической химии. В 1851 году получил цианамид (совместно с французским химиком Ф. С. Клоэзом), изучил его термическую полимеризацию и получил мочевину гидратацией цианамида. Изучая действие едкого калия на бензальдегид, выделил в 1853 году бензиловый спирт. Одновременно открыл реакцию окислительно-восстановительного диспропорционирования ароматических альдегидов в щелочной среде (реакция Канниццаро). Также синтезировал бензоилхлорид и фенилуксусную кислоту, изучил анисовый спирт, бензилкарбамид, сантонин и его производные.
Главной научной заслугой Канниццаро стала предложенная им система основных химических понятий, на основе которой была осуществлена реформа атомно-молекулярной теории. Проанализировав в своей работе «Конспект курса химической философии» («Sunto di un corso di filosopfia chimica») развитие атомно-молекулярных воззрений от Дж. Дальтона и А. Авогадро до Ш. Жерара и О. Лорана, Канниццаро на основе закона Авогадро чётко разграничил понятия «атом», «молекула» и «эквивалент» и предложил рациональную систему атомных весов. Основываясь на данных о теплоёмкостях металлов и на плотностях пара, а частично и на химических соображениях, он установил и обосновал правильные атомные веса многих элементов, прежде всего металлов.
Свою теорию Канниццаро изложил в брошюре, которую лично раздал всем участникам Международного конгресса химиков в Карлсруэ, открывшегося 3 сентября 1860 года. Лотар Мейер писал об этом:

«Я также получил экземпляр… Я перечитал его не раз… Меня поразила ясность, с которой там говорится о важнейших спорных пунктах. С моих глаз спала пелена, исчезли все сомнения. Взамен появилось чувство спокойной уверенности»
Брошюра Канниццаро произвела большое впечатление на участников конгресса, среди которых был и Д. И. Менделеев. Канниццаро смог убедить большинство учёных принять его точку зрения, внеся тем самым окончательную ясность в запутанном вопросе об атомных, молекулярных и эквивалентных весах. Установление правильных атомных весов сделало возможным открытие Периодического закона химических элементов.

## Память
- Национальная академия деи Линчеи учредила премию имени Станислао Канниццаро (Premio Stanislao Cannizzaro).
- Именем Канниццаро названы улица в Риме и институт Istituto Tecnico Stanislao Cannizzaro Colleferro[5].
- Имя учёного дано открытому в 1924 году минералу канницариту (Cannizzarite, Pb4Bi6S13)[6].
- В 1976 году Международный астрономический союз присвоил имя Станислао Канниццаро кратеру на обратной стороне Луны.